# Muotkajärvi (Pajala socken, Norrbotten, 747827-179934)
Muotkajärvi är en sjö i Pajala kommun i Norrbotten och ingår i Torneälvens huvudavrinningsområde.